# 牧野忠篤
牧野忠篤 （1870年11月5日—1935年4月21日），從明治時代到大正時代，是日本的華族、政治家。在昭和初期，他曾擔任 貴族院議員，是長期參與國政的重要議會人物。曾被授予從二位勳子爵榮銜。是前越后長岡藩牧野家的第15代。
除了擔任貴族院議員外，曾任新潟縣長岡市第一任 市長、帝國農業委員會會長、日本中央蠶絲會會長、東亞同文會委員、日本石油管理人員和華族世襲財產理事會會員，教科用圖書審查員委員等職。

## 生平

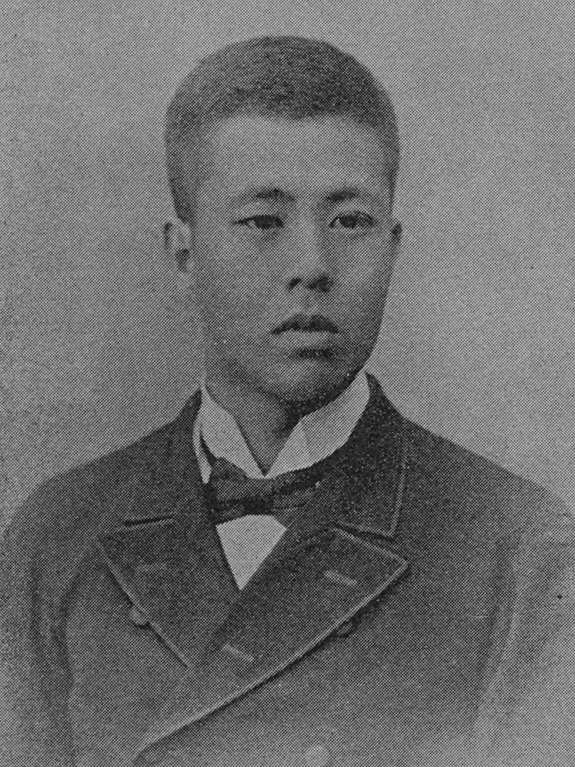
年輕時的牧野忠篤("太陽"Vol。第3巻第21號，明治30年(1897年)10月20日刊載)

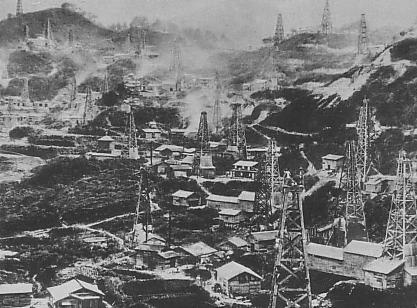
明治時期的東山區油田

牧野忠篤在明治3年(1870年10月12日)出生於東京府，是前越后長岡藩的11代藩主牧野忠恭五子。明治11年(1878年9月1日)，由於他的父親去世而繼承家業，改名為忠篤。明治17年(1884年)華族令頒布實施,牧野忠篤被授予子爵榮銜。明治26年(1893年)畢業於慶應義塾大學 。
從明治30年(1897年)開始擔任貴族院子爵議員 ，明治39年（1906年），在舊藩的長岡町升格為長岡市之際，牧野忠篤希望能夠就任長岡市市長，剛開始得到舊藩武士的反對而僵持不下，在長岡町的有志之士積極的推動下同意任職一年期限的約定，他於同年4月1日就任長岡市第一任市長。
在這種情況下，牧野忠篤迎請在內務省工作的河島良温擔任副市長。在他任職市長期間，他將市政重點放在長岡市的未來規劃並投注在教育、東山區的油田的開發、長岡高等工業學校上（現在的新潟大學工學部）。
牧野忠篤在辭去市長職務后繼續擔任貴族院議員，並擔任帝國農會會長、大日本蠶絲會會長、引領日本生絲業界的發展。
此外，山本義路（帶刀）在戊辰戰爭死亡而無子嗣以繼承舊藩的山本家業，於是牧野忠篤推薦當時在海軍服勤的高野五十六少佐擔任山本家家督，使得再興山本家業這目標得以實現。
此外，牧野忠篤長期擔任貴族院內部會派的研究部的幹事。 他於1954年4月21日去世，享年 66歲。

## 榮銜
- 在1895年 (明治28年) 12月20日 - 正五位[2]
- 在1928年 (昭和3年) 11月10日 - 勳二等瑞寶章[3]

## 家族、親族
父亲牧野忠恭是越后長岡藩的第11代藩主，是牧野家族第11代及第14代當家。義兄牧野忠訓是長岡藩第12代藩主。此外，哥哥牧野忠毅是長岡藩第13代藩主。
妻子是子爵・板倉勝弼的女儿。側室為侯爵・锅岛直大的女儿。

### 子女
明治35年(1902年)出生的長子牧野忠康，原本是越后长冈氏族牧野家第16代當家，但在忠篤死後，由於家族協議，迎接大給松平家的牧野忠永當養子以繼承家業，因此被除去了繼承權。
女儿艶子(1896年 - 1947年)，嫁給忠篤兄弟牧野忠毅的长子牧野忠治 (1888年 - 1945年，是忠篤的侄子)。

## 註解

### 資料来源
1. ↑  『議会制度百年史 - 貴族院・参議院議員名鑑』55頁。
2. ↑  『官報』第3746号「叙任及辞令」1895年12月21日。
3. ↑  『官報』號外「授爵・敘任及辭令」1928年11月10日。

## 關連项目
- 新日本石油（日语：新日本石油）

## 外部連結
- (日文)第一代長岡市長紀念碑 （页面存档备份，存于） ("長州に初代長岡市長の碑が)
- (日文)貴族院议员名单 （页面存档备份，存于）
- (日文)牧野忠篤之墓

| 日本爵位            | 日本爵位                                          | 日本爵位          |
| ------------------- | ------------------------------------------------- | ----------------- |
| 前一任： 叙爵       | 子爵 (长冈) 牧野家第一代 1884年7月8-1935年4月21日 | 下一任： 牧野忠永 |
| 公職                |                                                   |                   |
| 前一任： (升格為市) | 长冈市市长 第一任：1906年8月29日-1908年5月22日    | 下一任： 河島良温 |